# Saison 2009 de l'équipe cycliste Rabobank
La saison 2009 de l'équipe cycliste Rabobank est la quatorzième de l'équipe.

## Préparation de la saison 2009

### Arrivées et départs
| Arrivées           | Équipe 2008          |
| ------------------ | -------------------- |
| Lars Boom          | Rabobank Continental |
| Stef Clement       | Bouygues Telecom     |
| Juan Manuel Gárate | Quick Step           |
| Nick Nuyens        | Cofidis              |
| Tom Stamsnijder    | Gerolsteiner         |
| Maarten Tjallingii | Silence-Lotto        |

| Départs         | Équipe 2009   |
| --------------- | ------------- |
| Michiel Elijzen | Silence-Lotto |
| Theo Eltink     | Skil-Shimano  |
| Gerben Löwik    | Vacansoleil   |
| William Walker  | Fuji-Servetto |

## Coureurs et encadrement technique

### Effectif
| Cycliste            | Date de naissance | Nationalité | Équipe 2008          |
| ------------------- | ----------------- | ----------- | -------------------- |
| Mauricio Ardila     | 12 mai 1979       | Colombie    | Rabobank             |
| Lars Boom           | 30 décembre 1985  | Pays-Bas    | Rabobank Continental |
| Graeme Brown        | 9 avril 1979      | Australie   | Rabobank             |
| Stef Clement        | 30 décembre 1982  | Pays-Bas    | Bouygues Telecom     |
| Bram de Groot       | 18 décembre 1974  | Pays-Bas    | Rabobank             |
| Marc de Maar        | 15 février 1984   | Pays-Bas    | Rabobank             |
| Juan Antonio Flecha | 17 septembre 1977 | Espagne     | Rabobank             |
| Rick Flens          | 11 avril 1983     | Pays-Bas    | Rabobank             |
| Óscar Freire        | 15 février 1976   | Espagne     | Rabobank             |
| Juan Manuel Gárate  | 24 avril 1976     | Espagne     | Quick Step           |
| Robert Gesink       | 31 mai 1986       | Pays-Bas    | Rabobank             |
| Mathew Hayman       | 20 avril 1978     | Australie   | Rabobank             |
| Pedro Horrillo      | 27 septembre 1974 | Espagne     | Rabobank             |
| Dmitry Kozontchuk   | 5 avril 1984      | Russie      | Rabobank             |
| Sebastian Langeveld | 17 janvier 1985   | Pays-Bas    | Rabobank             |
| Tom Leezer          | 26 décembre 1985  | Pays-Bas    | Rabobank             |
| Paul Martens        | 26 octobre 1983   | Allemagne   | Rabobank             |
| Denis Menchov       | 25 janvier 1978   | Russie      | Rabobank             |
| Koos Moerenhout     | 5 novembre 1973   | Pays-Bas    | Rabobank             |
| Bauke Mollema       | 26 novembre 1986  | Pays-Bas    | Rabobank             |
| Grischa Niermann    | 3 novembre 1975   | Allemagne   | Rabobank             |
| Nick Nuyens         | 5 mai 1980        | Belgique    | Cofidis              |
| Joost Posthuma      | 8 mars 1981       | Pays-Bas    | Rabobank             |
| Kai Reus            | 11 mars 1985      | Pays-Bas    | Rabobank             |
| Tom Stamsnijder     | 15 mai 1985       | Pays-Bas    | Gerolsteiner         |
| Bram Tankink        | 3 décembre 1978   | Pays-Bas    | Rabobank             |
| Laurens ten Dam     | 13 novembre 1980  | Pays-Bas    | Rabobank             |
| Maarten Tjallingii  | 5 novembre 1977   | Pays-Bas    | Silence-Lotto        |
| Jos van Emden       | 18 février 1985   | Pays-Bas    | Rabobank             |
| Pieter Weening      | 5 avril 1981      | Pays-Bas    | Rabobank             |

## Bilan de la saison

### Victoires
| Date       | Course                                       | Pays        | Classe | Vainqueur           |
| ---------- | -------------------------------------------- | ----------- | ------ | ------------------- |
| 22/01/2009 | 3e étape du Tour Down Under                  | Australie   | PT     | Graeme Brown        |
| 19/02/2009 | Classement général du Tour d'Andalousie      | Espagne     | 2.1    | Joost Posthuma      |
| 04/03/2009 | 1re étape du Tour de Murcie                  | Espagne     | 2.1    | Graeme Brown        |
| 08/03/2009 | 5e étape du Tour de Murcie                   | Espagne     | 2.1    | Graeme Brown        |
| 08/03/2009 | Classement général du Tour de Murcie         | Espagne     | 2.1    | Denis Menchov       |
| 18/03/2009 | Nokere Koerse                                | Belgique    | 1.1    | Graeme Brown        |
| 30/04/2009 | 2e étape du Tour de Romandie                 | Suisse      | PT     | Óscar Freire        |
| 03/05/2009 | 5e étape du Tour de Romandie                 | Suisse      | PT     | Óscar Freire        |
| 13/05/2009 | 5e étape du Tour d'Italie                    | Italie      | HIS    | Denis Menchov       |
| 19/05/2009 | 10e étape du Tour d'Italie                   | Italie      | HIS    | Denis Menchov       |
| 21/05/2009 | 12e étape du Tour d'Italie                   | Italie      | HIS    | Denis Menchov       |
| 31/05/2009 | Classement général du Tour d'Italie          | Italie      | HIS    | Denis Menchov       |
| 31/05/2009 | Classement général du Tour de Belgique       | Belgique    | 2.HC   | Lars Boom           |
| 14/06/2009 | 8e étape du Critérium du Dauphiné libéré     | France      | PT     | Stef Clement        |
| 28/06/2009 | Championnat des Pays-Bas sur route           | Pays-Bas    | CN     | Koos Moerenhout     |
| 07/07/2009 | 3e étape du Tour d'Autriche                  | Autriche    | 2.HC   | Pieter Weening      |
| 11/07/2009 | 7e étape du Tour d'Autriche                  | Autriche    | 2.HC   | Koos Moerenhout     |
| 23/07/2009 | 2e étape du Tour de Saxe                     | Allemagne   | 2.1    | Sebastian Langeveld |
| 25/07/2009 | 20e étape du Tour de France                  | France      | HIS    | Juan Manuel Gárate  |
| 25/07/2009 | 4e étape du Tour de Saxe                     | Allemagne   | 2.1    | Sebastian Langeveld |
| 27/08/2009 | Championnat des Pays-Bas du contre-la-montre | Pays-Bas    | CN     | Stef Clement        |
| 06/09/2009 | Grand Prix Jef Scherens                      | Belgique    | 1.1    | Sebastian Langeveld |
| 13/09/2009 | 2e étape du Tour de Grande-Bretagne          | Royaume-Uni | 2.1    | Kai Reus            |
| 14/09/2009 | 15e étape du Tour d'Espagne                  | Espagne     | HIS    | Lars Boom           |
| 16/09/2009 | Grand Prix de Wallonie                       | Belgique    | 1.1    | Nick Nuyens         |
| 23/09/2009 | Circuit du Houtland                          | Belgique    | 1.1    | Graeme Brown        |
| 10/10/2009 | Tour d'Émilie                                | Italie      | 1.HC   | Robert Gesink       |

### Résultats sur les courses majeures
Les tableaux suivants représentent les résultats de l'équipe dans les principales courses du calendrier international (les cinq classiques majeures et les trois grands tours). Pour chaque épreuve est indiqué le meilleur coureur de l'équipe, son classement ainsi que les accessits glanés par Rabobank sur les courses de trois semaines.

#### Classiques
| Classique            | Milan-San Remo            | Tour des Flandres | Paris-Roubaix            | Liège-Bastogne-Liège | Tour de Lombardie  |
| -------------------- | ------------------------- | ----------------- | ------------------------ | -------------------- | ------------------ |
| Coureur (classement) | Sebastian Langeveld (21e) | Nick Nuyens (15e) | Juan Antonio Flecha (5e) | Óscar Freire (14e)   | Robert Gesink (6e) |

#### Grands tours
| Grand tour           | Tour d'Italie                                                                     | Tour de France                          | Tour d'Espagne                 |
| -------------------- | --------------------------------------------------------------------------------- | --------------------------------------- | ------------------------------ |
| Coureur (classement) | Denis Menchov (1er)                                                               | Grischa Niermann (54e)                  | Robert Gesink (6e)             |
| Accessits            | 3 victoires d'étapes, classement général et classement par points (Denis Menchov) | 1 victoire d'étape (Juan Manuel Gárate) | 1 victoire d'étape (Lars Boom) |

### Classement UCI
L'équipe Rabobank termine à la neuvième place du Calendrier mondial avec 707 points. Ce total est obtenu par l'addition des points des cinq meilleurs coureurs de l'équipe au classement individuel que sont Robert Gesink, 10e avec 266 points, Denis Menchov, 15e avec 218 points, Juan Antonio Flecha, 59e avec 85 points, Sebastian Langeveld, 66e avec 76 points, et Pieter Weening, 73e avec 62 points.
| Rang | Coureur             | Points |
| ---- | ------------------- | ------ |
| 10   | Robert Gesink       | 266    |
| 15   | Denis Menchov       | 218    |
| 59   | Juan Antonio Flecha | 85     |
| 66   | Sebastian Langeveld | 76     |
| 73   | Pieter Weening      | 62     |
| 87   | Paul Martens        | 50     |
| 94   | Óscar Freire        | 48     |
| 98   | Mathew Hayman       | 40     |
| 119  | Maarten Tjallingii  | 22     |
| 124  | Juan Manuel Gárate  | 21     |
| 130  | Graeme Brown        | 19     |
| 141  | Lars Boom           | 16     |
| 158  | Nick Nuyens         | 10     |
| 159  | Tom Leezer          | 10     |
| 190  | Stef Clement        | 6      |
| 248  | Joost Posthuma      | 1      |